# Glacialisme

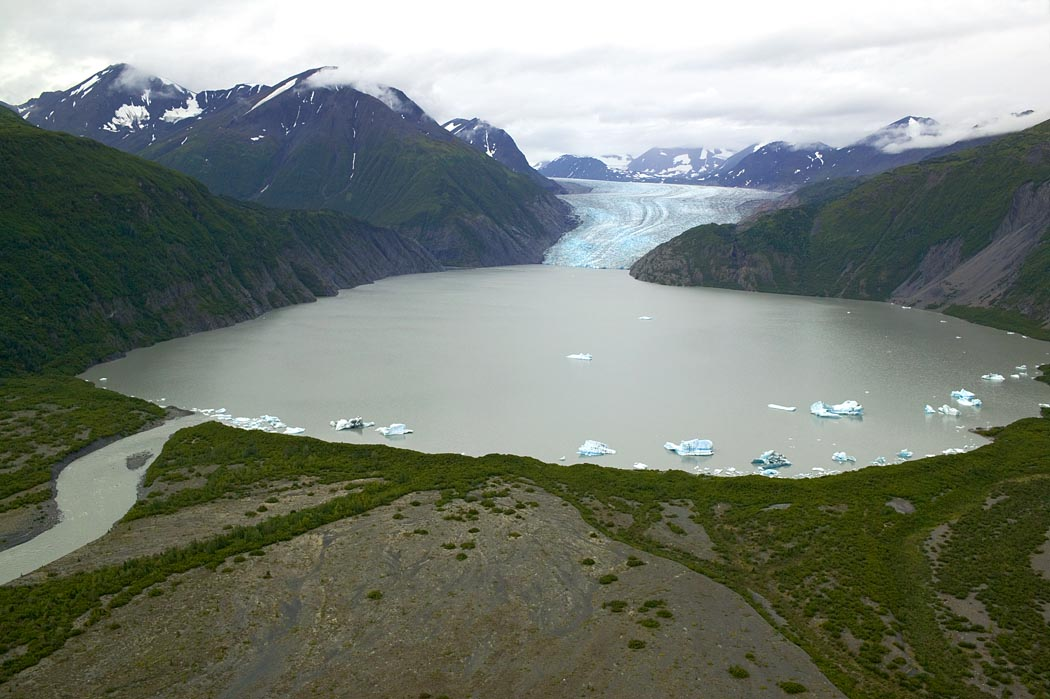
El glacialisme estudia la formació, l'evolució i l'acció de les glaceres. Imatge: Glacera Skilak i llac glacial, Reserva Natural de Kenai, Alaska (agost de 2005)

El glacialisme (geografia física; geomorfologia; glaciologia) és la branca cientifica dedicada a l'estudi de les glaceres, de la seva formació, evolució i acció sobre el relleu terrestre i dels fenòmens glacials de les regions més fredes del món, on la neu acumulada any rere any no arriba a fondre's. El terme glacialisme també és emprat per a anomenar el conjunt de fenòmens produïts pel glaç i el seu resultat sobre la superfície terrestre.
Geogràficament es centra en els llocs amb domini de les neus perpètues, ja sia en zones de latitud alta o en zones de muntanya de gran altitud sigui quina sigui la zona climàtica on es troben. A les primeres els inlandsis o camps de gel ón la més clara representació glacial, mentre que el glacialisme de muntanya s'expressa en fenòmens d'extensió en l'espai més reduïda com són els circs i les valls glacials.
La presència estable del glaç o del gel sobre les àrees continentals emergides abasta el 10% de la seva totalitat. D'aquest total aproximat que arriba a una superfície de 15 milions de km², 12,5 milions es concentren a l'Antartida i 1,7 milions a Groenlàndia. La resta és disseminada en incomptables masses de menor mesura entre les quals destaquen per la seva extensió Islàndia, Svalbard i Baffin, a prop del nivell de l'oceà Àrtic.

## Teoria glacial
Teoria que atribueix a les glaceres una gran eficàcia morfogènica i sedimentològica inferint sobre el conjunt de fenòmens relacionats amb l'activitat del gel que formen el relleu glacial i la formació de glaceres. La teoria va ser proposada cap al 1840 i actualment és universalment acceptada. Atribueix una gran efectivitat morfogenètica a les glaceres, als mantells de glaç (inlandsis) i a la formació del till, les quals durant el Plistocè es movien lentament de les terres més elevades cap a les zones més deprimides.
Louis Agassiz (1807-1873), basant-se en els estudis naturalistes de Charpentier i Venetz observant la dinàmica glacial actual i la seva correlació amb els períodes històrics mitjançant una anàlisi dels dipòsits d’origen glacial, dels blocs erràtics i el modelat produït per les glaceres. Agassiz defineix els períodes d’avenç del glaç, definint-los com èpoques glacials equivalents al “quaternari” i oposats a l'explicació diluvial. Infereix per primera vegada una hipòtesi en la qual el glaç hauria cobert gran part de l’hemisferi nord estenent-se més enllà de les serralades.
Encara que hi ha proves de glacialisme en diferents èpoques geològiques, són les darrerers glaciacions les que han deixat empremta en el paisatge actual. Aquest glacialisme de l'Holocè va significar la desaparició de la vegetació subtropical heretada del Mesozoic en les zones que van quedar afectades. Va tenir el seu punt àlgid ara fa 18.000 anys. Cal diferenciar el glacialisme del Plistocè del més recent o actual.